# Louis Carré
Louis Carré (Liège, 1925. január 7. – Liège, 2006. június 10.) belga labdarúgó-középpályás, edző.
A belga válogatott tagjaként részt vett az 1954-es labdarúgó-világbajnokságon.